# Mallapur (P.G.), Gokak
Mallapur (P.G.) là một làng thuộc tehsil Gokak, huyện Belgaum, bang Karnataka, Ấn Độ.